# Ogólnokształcąca szkoła muzyczna II stopnia
Ogólnokształcąca szkoła muzyczna II stopnia – typ szkoły artystycznej w Polsce o sześcioletnim cyklu kształcenia, dającej wykształcenie w zawodzie muzyk oraz wykształcenie ogólne w zakresie szkoły podstawowej i liceum ogólnokształcącego, umożliwiającej uzyskanie świadectwa dojrzałości po zdaniu egzaminu maturalnego. Może być szkołą publiczną lub niepubliczną.

## Specjalności
Kształcenie w zawodzie muzyk odbywa się w następujących specjalnościach:
- instrumentalistyka klasyczna
- instrumentalistyka jazzowa
- wokalistyka klasyczna
- wokalistyka jazzowa
- rytmika
- lutnictwo.